# Barris de Vilnius
Els Barris de Vílnius (lituà Vilniaus seniūnijos) són la divisió administrativa del districte municipal de Vilnius.

## Llista
Els seniūnija són una divisió administrativa a nivell estatal, funcionen com a districtes municipals. Els 21 seniūnija es basen en els barris:

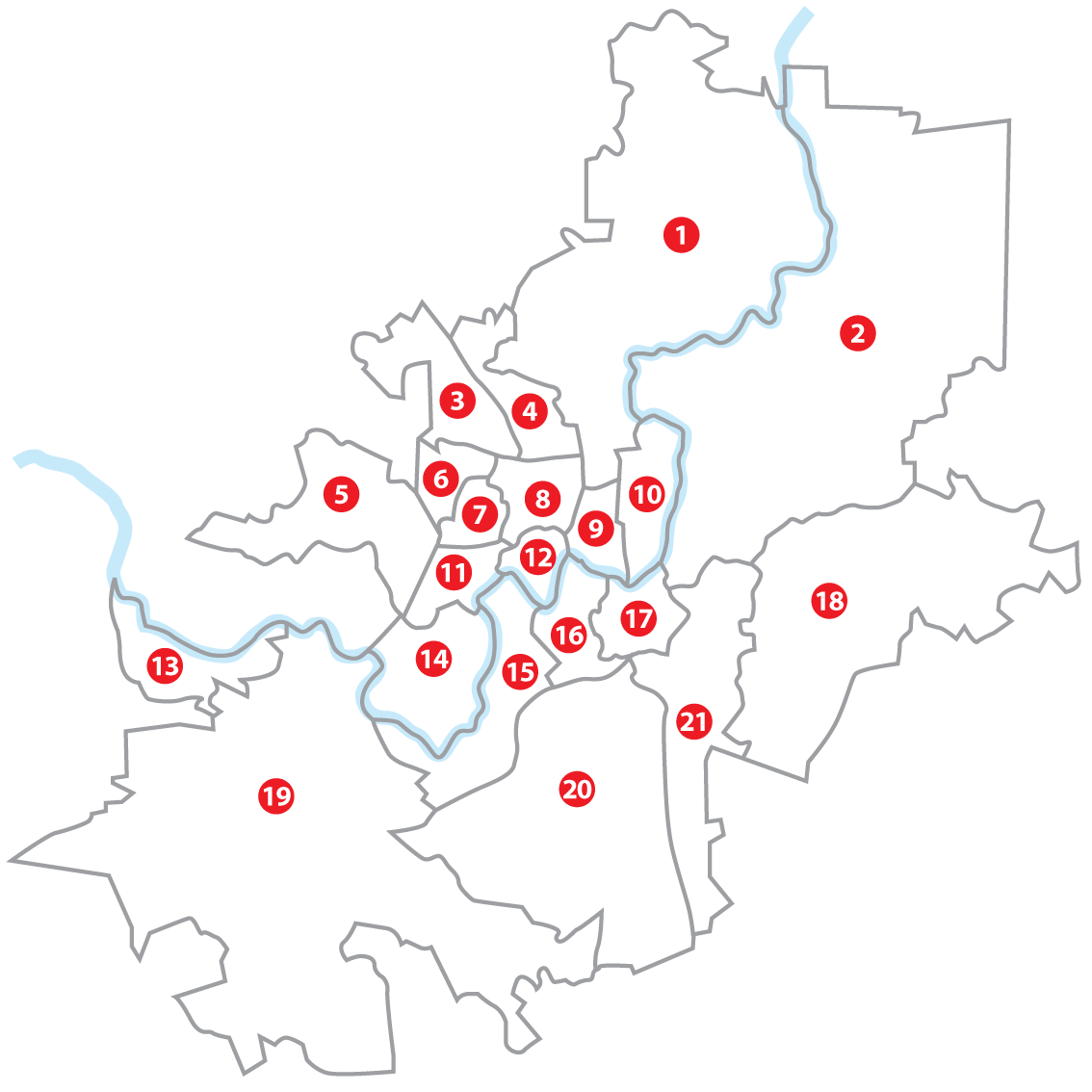
Mapa dels barris de Vilnius. Els números del mapa es corresponen amb els números de la llista

|    | Barris         | Àrea (km²) | Pop. (2001) | Densitat (2001) |
| -- | -------------- | ---------- | ----------- | --------------- |
| 1  | Verkiai        | 56.0       | 30,856      | 551.0           |
| 2  | Antakalnis     | 77.2       | 39,697      | 514.2           |
| 3  | Pašilaičiai    | 7.9        | 25,674      | 3,249.9         |
| 4  | Fabijoniškės   | 5.9        | 36,644      | 6,210.8         |
| 5  | Pilaitė        | 13.9       | 15,996      | 1,150.8         |
| 6  | Justiniškės    | 3.0        | 30,958      | 10,319.3        |
| 7  | Viršuliškės    | 2.6        | 16,250      | 6,250.0         |
| 8  | Šeškinė        | 4.6        | 36,604      | 7,957.4         |
| 9  | Šnipiškės      | 3.1        | 19,321      | 6,232.6         |
| 10 | Žirmūnai       | 5.7        | 47,410      | 8,317.5         |
| 11 | Karoliniškės   | 3.7        | 31,175      | 8,425.7         |
| 12 | Žvėrynas       | 2.6        | 12,188      | 4,687.7         |
| 13 | Grigiškės      | 7.0        | 11,617      | 1,659.6         |
| 14 | Lazdynai       | 9.9        | 32,164      | 3,248.9         |
| 15 | Vilkpėdė       | 10.8       | 24,749      | 2,291.6         |
| 16 | Naujamiestis   | 4.9        | 27,892      | 5,692.2         |
| 17 | Senamiestis    | 4.4        | 21,022      | 4,777.7         |
| 18 | Naujoji Vilnia | 38.6       | 32,775      | 849.1           |
| 19 | Paneriai       | 84.8       | 8,909       | 105.1           |
| 20 | Naujininkai    | 37.6       | 33,457      | 889.8           |
| 21 | Rasos          | 16.3       | 13,054      | 800.9           |